# Neovenatoridae
Los neovenatóridos (Neovenatoridae) son una familia extinta de dinosaurios terópodos carnosaurianos que vivieron  desde mediados del período Cretácico en el Barremiense hasta finales del mismo en el Maastrichtiense, hace aproximadamente entre 130 a 70 millones de años, siendo encontrados sus restos en Europa, Asia, Australia y Sudamérica. El grupo es una rama de la superfamilia Allosauroidea, un grupo grande de carnosaurios que también incluye a los metriacantosáuridos, los carcarodontosáuridos, y los alosáuridos. Comparados con otros alosauroideos, los neovenatóridos tenían escápulas anchas y cortas, y sus iliones (huesos superiores de las caderas) tenían muchas cavidades.

## Clasificación
Los análisis filogenéticos realizados por Benson, Carrano y Brusatte (2010) y Carrano, Benson y Sampson (2012) encontraron que el grupo Megaraptora es parte de la familia Neovenatoridae. Esto convertiría a los neovenatóridos en los últimos alosauroideos; al menos un megarraptorano, Orkoraptor, vivió cerca del final de la era Mesozoica, datando de inicios de la época del Maastrichtiense del período Cretácico, hace unos 70 millones de años. Por otra parte, Novas et al. (2012), aunque confirmaron que Neovenator estaba emparentado cercanamente con los carcarodontosáuridos, hallaron simultáneamente que Megaraptor y los géneros relacionados con este eran celurosaurios emparentados estrechamente con los tiranosáuridos. La investigación reciente siguiendo el descubrimiento de Gualicho podría situar a los neovenatóridos y a los megarraptoranos como un grado filogenético de terópodos basales con respecto a los celurosaurios; sin embargo, esto aún debe ser evaluado a través de múltiples análisis.

### Filogenia
El cladograma propuesto aquí sigue el análisis de 2010 de Benson, Carrano y Brusatte.
|  | Australovenator |
|  |                 |
|  | Fukuiraptor     |
|  |                 |

|  | Aerosteon  |
|  |            |
|  | Megaraptor |
|  |            |

|  | Australovenator |
|  |                 |
|  | Fukuiraptor     |
|  |                 |

|  | Aerosteon  |
|  |            |
|  | Megaraptor |
|  |            |

|  | Australovenator |
|  |                 |
|  | Fukuiraptor     |
|  |                 |

|  | Aerosteon  |
|  |            |
|  | Megaraptor |
|  |            |

|  | Australovenator |
|  |                 |
|  | Fukuiraptor     |
|  |                 |

|  | Aerosteon  |
|  |            |
|  | Megaraptor |
|  |            |

|  | Australovenator |
|  |                 |
|  | Fukuiraptor     |
|  |                 |

|  | Aerosteon  |
|  |            |
|  | Megaraptor |
|  |            |

|  | Australovenator |
|  |                 |
|  | Fukuiraptor     |
|  |                 |

|  | Aerosteon  |
|  |            |
|  | Megaraptor |
|  |            |

|  | Australovenator |
|  |                 |
|  | Fukuiraptor     |
|  |                 |

|  | Aerosteon  |
|  |            |
|  | Megaraptor |
|  |            |

|  | Australovenator |
|  |                 |
|  | Fukuiraptor     |
|  |                 |

|  | Aerosteon  |
|  |            |
|  | Megaraptor |
|  |            |